# Фара Вичентино
Фара Вичентино је насеље у Италији у округу Виченца, региону Венето.
Према процени из 2011. у насељу је живело 1482 становника. Насеље се налази на надморској висини од 212 м.

## Становништво
Према резултатима пописа становништва 2011. у општини је живело 3.943 становника.
| 1951. | 1961. | 1971. | 1981. | 1991. | 2001. | 2011. |
| ----- | ----- | ----- | ----- | ----- | ----- | ----- |
| 4.019 | 3.481 | 3.269 | 3.505 | 3.661 | 3.810 | 3.943 |

## Партнерски градови
- Шапел на Лоари